# سوزان واترس
سوزان واترس (بالإنجليزية: Susan Waters)‏ هي رسامة أمريكية، ولدت في 18 مايو 1823، وتوفيت في 7 يوليو 1900.